# Bohumil Golián
Bohumil Golián   (Moštenica, 25 de març de 1931 - Bratislava, 11 de gener de 2012) fou un jugador de voleibol eslovac que va competir sota bandera txecoslovaca durant les dècades de 1950 i 1960.
El 1964 va prendre part en els Jocs Olímpics de Tòquio, on guanyà la medalla de plata en la competició de voleibol. Quatre anys més tard, als Jocs de Ciutat de Mèxic, guanyà la medalla de bronze en la mateixa competició. En el seu palmarès també destaquen dues medalles d'or (1956 i 1966) i dues de plata (1960 i 1962) al Campionat del Món de voleibol, i una d'or (1958) i una de plata (1967) al Campionat d'Europa. Posteriorment va exercir d'entrenador en diversos equips txecs i eslovacs i al Bari italià.